# Genly
Genly is een dorp in de Belgische provincie Henegouwen, en een deelgemeente van de Waalse gemeente Quévy. Genly was een zelfstandige gemeente tot aan de gemeentelijke herindeling van 1977.

## Bezienswaardigheden
- De Sint-Martinuskerk (Église Saint-Martin) is een neogotisch kerkgebouw van 1857-1858.
- Genly ligt aan de Chaussée Brunehaut.

## Natuur en landschap
Ten westen van de kom liggen enkele terrils die ontstaan zijn vanuit de mijnen van Frameries. De hoogte aan de kerk bedraagt 88 meter. 

## Demografische ontwikkeling
- Bronnen:NIS, Opm:1831 tot en met 1970=volkstellingen

## Nabijgelegen kernen
Noirchain, Bougnies, Quévy, Blaregnies, Eugies, Frameries